# Florinda Bolkan
Florinda Bolkan (născută Florinda Soares Bulcão; n. 15 februarie 1941, Uruburetama, Ceará, Brazilia) este o fostă actriță și fotomodel de origine braziliană.

## Biografie
S-a născut în Uruburetama și a locuit la Fortaleza și Rio de Janeiro până când s-a mutat în Italia. A lucrat inițial ca stewardesă la compania aviatică braziliană Varig și vorbea fluent limbile engleză, italiană și franceză. Bulcão s-a mutat în Italia în 1968, după ce a fost descoperită de regizorul Luchino Visconti. Ea și-a schimbat numele în Florinda Bolkan, deoarece a crezut că ar fi mai ușor de reținut de publicul internațional. 
Bolkan a jucat alături de Ringo Starr, membru al formației Beatles, în primul ei film, Candy. A apărut în peste patruzeci de filme, în special în Italia. Unul dintre cele mai cunoscute filme în care a jucat a fost Una Breve Vacanza (1973), regizat de Vittorio De Sica. A avut roluri importante în Indagine su un cittadino al di sopra di ogni sospetto (1970) al lui Elio Petri și în Anonimul venețian (1970) al lui Enrico Maria Salerno. A mai colaborat cu Jean-Louis Trintignant, John Cassavetes și Annie Girardot.
La fel ca Sophia Loren, Claudia Cardinale și Monica Vitti, ea a câștigat de trei ori premiul David di Donatello, echivalentul italian al Premiului Oscar de la Hollywood. Când De Sica a distribuit-o în Una Breve Vacanza, filmul care a făcut-o cunoscută în America de Nord, el a spus: „te-am ales pentru că ochii tăi au cunoscut foamea”. Ea a răspuns: „Cei născuți în Ceará aduc cu ei o parte puternică și intensă de realitate”.
Timp de 20 de ani, Bolkan a fost partenera de viață a contesei Marina Cicogna, producătoarea filmului Una Breve Vacanza. În anul 2000, Bolkan a debutat ca regizoare în filmul brazilian Eu Não Conhecia Tururu. În acest film ea are, de asemenea, un rol important. Continuă să apară în filme europene, în principal în filme italiene. Modelul Sônia Ribeiro, sora Florindei Bolkan, s-a căsătorit cu Willy Bogner Jr. în 1972.

## Filmografie

### Filme de cinema
| Titlu                                                 | An   | Rol               | Observații |
| ----------------------------------------------------- | ---- | ----------------- | --- |
| Candy                                                 | 1968 | Lolita            | |
| Una ragazza piuttosto complicata                      | 1969 | Greta             | Targa d'oro pentru cea mai bună interpretare feminină                                                                   |
| Gli intoccabili                                       | 1969 | Joni Amado        | |
| Metti, una sera a cena                                | 1969 | Nina              | Targa d'oro pentru cea mai bună interpretare feminină                                                                   |
| Le voleur de crimes                                   | 1969 | Florinda          | |
| Un detective                                          | 1969 | Vera Fontana      | |
| La caduta degli dei (Götterdämmerung)                 | 1969 | Olga              | |
| Indagine su un cittadino al di sopra di ogni sospetto | 1970 | Augusta Terzi     | |
| Mafia Connection                                      | 1970 | Rossana Sciortino | |
| Anonimul venețian                                     | 1970 | Valeria           | Premiul David di Donatello pentru cea mai bună actriță                                                                  |
| Una stagione all'inferno                              | 1970 | Gennet            | |
| The Last Valley                                       | 1971 | Erica             | |
| Una lucertola con la pelle di donna                   | 1971 | Carol Hammond     | |
| Incontro                                              | 1971 | Claudia Ridolfi   | |
| Le droit d'aimer                                      | 1972 | Helena            | |
| Non si sevizia un paperino                            | 1972 | Maciara           | |
| Un uomo da rispettare                                 | 1972 | Anna              | |
| Cari genitori                                         | 1973 | Giulia Bonanni    | Premiul David di Donatello pentru cea mai bună actriță                                                                  |
| Una breve vacanza                                     | 1973 | Clara Mataro      | Premiul Los Angeles Film Critics Association pentru cea mai bună actriță Premiul New York Film Critics Circle (locul 2) |
| Le mouton enragé                                      | 1974 | Flora Danieli     | |
| Flavia, la monaca musulmana                           | 1974 | Flavia Gaetani    | |
| Le orme                                               | 1975 | Alice Cespi       | |
| Royal Flash                                           | 1975 | Lola Montez       | |
| Sarajevski atentat                                    | 1975 | Sophie            | |
| Il comune senso del pudore                            | 1976 | Loredana Davoli   | |
| La settima donna                                      | 1978 | sora Cristina     | |
| Manaos                                                | 1979 | Manuela Aranda    | |
| Habibi, amor mío                                      | 1981 |                   | |
| Acqua e sapone                                        | 1983 | Wilma Walsh       | |
| Legati da tenera amicizia                             | 1983 | Adelaide          | |
| La gabbia                                             | 1985 | Hélène            | |
| Some Girls                                            | 1988 | Mrs. D'Arc        | |
| Prisoner of Rio                                       | 1988 | Stella            | |
| Portaritratto per signora                             | 1989 |                   | |
| Miliardi                                              | 1991 | Margherita        | |
| Delitto passionale                                    | 1994 | Julia Yancheva    | |
| L'ombre du pharaon                                    | 1995 |                   | |
| Bela Donna                                            | 1998 | Mãe Ana           | |
| Eu Não Conhecia Tururu                                | 2000 | Eleonora          | Scenaristă, producătoare și regizoare Nominalizată la Premiul Kikito de Aur pentru cel mai bun film                     |
| Cattive inclinazioni                                  | 2003 | Mirta Valenti     | |

### Filme de televiziune
| Titlu                | An   | Rol                            | Observații             |
| -------------------- | ---- | ------------------------------ | ---------------------- |
| Tod im November      | 1978 | Walpurga                       | film TV                |
| The Word             | 1978 | Angela Monti                   | miniserial             |
| Caracatița           | 1984 | Olga Camastra                  | miniserial; 6 episoade |
| Affari di famiglia   | 1986 | Lina Benetti                   | film TV                |
| Caracatița 2         | 1986 | Olga Camastra                  | miniserial; 6 episoade |
| A Rainha da Vida     | 1987 | Antônia Fidalgo / Jurema Matos | film TV                |
| La trappola          | 1989 |                                | film TV                |
| Mademoiselle Ardel   | 1990 | Bianca di Falco                | film TV                |
| Missione d'amore     | 1992 | Helena                         | film TV                |
| Cherchez la femme    | 1993 | Giovanna Bellocchi             | film TV                |
| La voyageuse du soir | 1993 | La baronne                     | film TV                |
| Caracatița 7         | 1995 | Olga Camastra                  | miniserial             |
| L'ombra abitata      | 1995 | Mme Labronsky                  | film TV                |
| Alice auf der Flucht | 1998 | Elisabetta Mancini             | miniserial             |
| Ombre                | 1999 | Kalantan                       | film TV                |
| Un bacio nel buio    | 2000 | Aldina                         | film TV                |
| Incantesimo 5        | 2002 | Corinne Grasso                 | serial TV              |
| La notte breve       | 2005 | Magistrato                     | film TV                |

## Premii și nominalizări
| An   | Premiu                                       | Categorie                                                                | Film                             | Rezultatul   |
| ---- | -------------------------------------------- | ------------------------------------------------------------------------ | -------------------------------- | ------------ |
| 1969 | Premiul David di Donatello                   | Targa d'oro                                                              | Metti una sera a cena            | Câștigat     |
| 1969 | Premiul David di Donatello                   | Targa d'oro                                                              | Una ragazza piuttosto complicata | Câștigat     |
| 1971 | Premiul David di Donatello                   | Premiul David di Donatello pentru cea mai bună actriță                   | Anonimul venețian                | Câștigat     |
| 1973 | Premiul David di Donatello                   | Premiul David di Donatello pentru cea mai bună actriță                   | Cari genitori                    | Câștigat     |
| 1975 | Premiul New York Film Critics Circle         | Premiul New York Film Critics Circle pentru cea mai bună actriță         | Una breve vacanza                | Locul 2      |
| 1975 | Premiul Los Angeles Film Critics Association | Premiul Los Angeles Film Critics Association pentru cea mai bună actriță | Una breve vacanza                | Câștigat     |
| 2000 | Festivalul de Film de la Gramado             | Premiul Kikito de aur pentru cel mai bun film                            | Eu Não Conhecia Tururu           | Nominalizare |
| 2002 | Roseto First Work Festival                   | Career Rose                                                              | N/A                              | Câștigat     |

## Legături externe
- Site-ul oficial
- Florinda Bolkan la Internet Movie Database
- Florinda Bolkan la Cult Sirene